# Naoki Eiga
Naoki Eiga (栄花直輝?) (29 de octubre de 1967) es un oficial de policía japonés, practicante de Kendo (Kyoshi 8º Dan). Trabajó para la policía de Hokkaido. Su hermano mayor es Hideyuki Eiga. Actualmente director del Entrenamiento Especial de Kendo de la Policía de Hokkaido. En el XV Campeonato Mundial celebrado en Italia en mayo, se desempeñó como entrenador de la selección japonesa.

## Biografía
Nació en 1967 en el pueblo de Kimobetsu, distrito de Abuta, Hokkaido. Comenzó a practicar kendo en el primer grado de la escuela primaria en Kimobetsu en 1974. Ingresó a la Escuela Secundaria n.º 4 Afiliada a la Universidad de Tokai en Sapporo, Hokkaido, en 1983. Ingresó al Departamento de Educación Física y Estudios Marciales de la Universidad de Tokai en 1986. Comenzó a trabajar en la Policía de Hokkaido en 1990. Recibió el Premio de Honor de Ciudadano de Kimobetsu en 2001. Recibió el Reconocimiento del Ministro de Educación, Cultura, Deportes, Ciencia y Tecnología en 2004 por su contribución al deporte. Aprobó el examen para el octavo dan en kendo en 2013. Obtuvo el rango de Kyoshi Hachidan.
Naoki Eiga comenzó a practicar kendo bajo la influencia de su hermano Hideyuki. Ambos alcanzaron un alto nivel en el kendo. Su esposa Naomi también practica kendo. Fueron compañeros (siendo ella más joven) en el mismo dojo de kendo.
En 1999, fue derrotado en los cuartos de final por Masahiro Miyazaki antes de vencerlo en la final al año siguiente. Eiga se unió a las fuerzas de la policía de Hokkaidō e ingresó al dojo de kendo de la policía de esa región. Desde 1997, también forma parte del equipo nacional japonés de kendo. Sin embargo, su papel se limita a ser un suplente, por lo que solo se le permitió participar en las rondas preliminares del Campeonato Mundial de Kendo en 1997.
Deseando ganar el respeto de sus compañeros de equipo y entrenadores, decidió enfocarse en el Torneo All Japan Kendo Champion. En ese momento, el torneo estaba dominado desde hace años por Masahiro Miyazaki, uno de los kendokas contemporáneos más destacados. Eiga se enfrentó a él en los cuartos de final del torneo en 1999, pero sin éxito.
Después de su derrota, Eiga participó nuevamente en el torneo en 2000 y se enfrentó nuevamente a Miyazaki en la final. Esta vez, ganó con un golpe de kote justo antes de que finalizara el tiempo reglamentario del combate. Al ganar el título de Campeón de Kendo All Japan del año 2000, Eiga puso fin al reinado de Miyazaki en el kendo mundial. Dedicó este éxito a su entrenador, Kazuo Furukawa.
Gracias a su éxito en el AJKC en noviembre de 2000, Eiga fue seleccionado para ser el capitán del equipo japonés en el Torneo Mundial de Kendo que tuvo lugar en 2003 en Glasgow.

## Campeonatos
- Campeón individual en el 11.º Campeonato Mundial de Kendo en el año 2000.
- Campeón en el 48.º Campeonato Nacional de Kendo de Japón en el año 2000.
- Campeón por equipos en el 12.º Campeonato Mundial de Kendo en el año 2003. Tercer lugar en el Campeonato Nacional de Kendo de la Policía de Japón a nivel individual.
- En el año 2019, debutó y ganó en el 17.º Torneo de Campeones de Kendo de Japón en el rango de octavo dan.

## Participación en campeonatos

#### Campeonato Nacional de Kendo de Estudiantes de Japón (Individual)
- 1988 - 36.º Edición: Subcampeón

#### Campeonato Nacional de Kendo de Japón (Individual)
- 1995: 43.º Edición: Eliminado en los cuartos de final.
- 1997: 45.º Edición: Tercer lugar.
- 1998: 46.º Edición: Eliminado en los cuartos de final.
- 1999: 47.ª Edición: Eliminado en los cuartos de final.
- 2000: 48.ª Edición: Campeón. En la final, enfrentó a Masahiro Miyazaki (Kanagawa) - Victoria.
- 2001: 49.ª Edición: Eliminado en la segunda ronda.
- 2002: 50.ª Edición: Eliminado en la tercera ronda.
- 2003: 51.ª Edición: Eliminado en la tercera ronda.

#### Campeonato Mundial de Kendo (en equipo)
- 1994: 9.º Edición (Francia): Campeón.
- 1997: 10.º Edición (Japón): Campeón.
- 2000: 11.º Edición (Estados Unidos): Campeón.
- 2003: 12.º Edición (Reino Unido): Campeón.

#### Campeonato Mundial de Kendo (Individual)
- 1994: 9.º Edición (Francia): Tercer lugar.
- 2000: 11.º Edición (Estados Unidos): Campeón.
- 2003: 12.º Edición (Reino Unido): Campeón.

#### Campeonato Nacional de Kendo Octavo Dan (Individual)
- 2019: 17.º Edición: Campeón. En la final, enfrentó a Masashi Matsumoto (Kagawa) - Victoria en tiempo extra.
- 2022: 20.º Edición: Tercer lugar.
- 2023: 21.º Edición: Campeón. En la final, enfrentó a Kazuhiko Aiko (Prefectura de Osaka) - Victoria.

#### Logros como Instructor
- Campeonato Nacional de Kendo de Japón

- Subcampeón (2008: Daisuke Wakao)
- Premio al Jugador Destacado (2007: Daisuke Wakao)

## Publicaciones

#### Libro
- Kendo J Sports Series". Escrito por Naoki Saka. Publicado por Obunsha.

#### Videos y DVD
- "Documental Humano: Apostando por un Solo Golpe". NHK Enterprise.
- "Compilación del Campeonato Nacional de Kendo de Japón 1996-1999". NHK Enterprise.
- "Compilación del Campeonato Nacional de Kendo de Japón 2000-2003". NHK Enterprise.
- "Encuentro Complicado: 49º Campeonato Nacional de Kendo de Japón". Ski Journal.
- "Feroz Duelo: 50º Campeonato Nacional de Kendo de Japón". Ski Journal.
- "Selección Destacada: 51º Campeonato Nacional de Kendo de Japón". Ski Journal.